# Lara Cvjetko
Lara Cvjetko (1 de septiembre de 2001) es una deportista croata que compite en judo.
Ganó dos medallas de plata en el Campeonato Mundial de Judo, en los años 2022 y 2025, y dos medallas de bronce en el Campeonato Europeo de Judo, en los años 2024 y 2025.

## Palmarés internacional
| Campeonato Mundial | Campeonato Mundial     | Campeonato Mundial | Campeonato Mundial |
| Año                | Lugar                  | Medalla            | Categoría          |
| ------------------ | ---------------------- | ------------------ | ------------------ |
| 2022               | Taskent (Uzbekistán)   | Medalla de plata   | –70 kg             |
| 2025               | Budapest (Hungría)     | Medalla de plata   | –70 kg             |
| Campeonato Europeo |                        |                    |                    |
| Año                | Lugar                  | Medalla            | Categoría          |
| 2024               | Zagreb (Croacia)       | Medalla de bronce  | –70 kg             |
| 2025               | Podgorica (Montenegro) | Medalla de bronce  | –70 kg             |